# Mariachi Amigo
Mariachi Amigo es un grupo de mariachi mexicano fundado el 10 de mayo de 2000 por Omar Aguirre en la Ciudad de México. Es reconocido por ser el primer mariachi en México en utilizar el mercadeo digital como estrategia de promoción, lo que marcó un punto de inflexión en la forma en que los grupos de este género tradicional se presentan al público y gestionan su imagen en la era digital. Su implementación temprana de plataformas como Google Ads y la aceptación de pagos electrónicos fueron innovaciones que contribuyeron a redefinir las prácticas tradicionales de promoción y contratación en el ámbito del mariachi. Ha logrado reconocimiento internacional y es conocido por su trayectoria artística, reconocida por el Senado Mexicano en 2022

## Historia
Mariachi Amigo fue fundado a finales de la década de 1990 por Omar Aguirre, con el objetivo de combinar su pasión por la música con su experiencia en desarrollo humano y finanzas. En 2002, Aguirre lanzó el sitio web del mariachi, convirtiéndose en uno de los pioneros en el uso de Internet para la promoción de grupos de mariachi. En ese momento, la mayoría de los mariachis tradicionales en México se basaban principalmente en métodos convencionales para atraer clientes, tales como presentarse en plazas públicas emblemáticas como Plaza Garibaldi en la Ciudad de México, o mediante la contratación a través de directorios impresos como las Páginas Amarillas.
Al principio, Mariachi Amigo también utilizó estos directorios tradicionales para promocionarse. Sin embargo, Aguirre pronto se dio cuenta del potencial del marketing digital, especialmente con el auge de herramientas como Google Ads. Esta plataforma le permitió alcanzar un público más amplio y aumentar su visibilidad, lo que marcó un punto de inflexión en la manera en que los grupos de mariachi se promocionaban en la era digital. Esta estrategia no solo rompió con los métodos tradicionales, sino que también posicionó a Mariachi Amigo como un referente en la innovación dentro del ámbito musical, particularmente en un género tan arraigado en la tradición como el mariachi.

## Expansión y éxito digital
La implementación de herramientas de marketing digital ayudó a Mariachi Amigo a aumentar significativamente su popularidad. Su enfoque innovador en publicidad digital le permitió consolidar su presencia en el mercado

### Innovaciones en el modelo de negocio
Una de las claves del éxito de Mariachi Amigo fue la adopción temprana de pagos electrónicos. En una entrevista con Mastercard, Aguirre explicó cómo la aceptación de tarjetas de crédito permitió captar más clientes y diferenciarse de otros mariachis que solo aceptaban efectivo.

## Reconocimientos y impacto cultural
Mariachi Amigo fue reconocido por su trayectoria artística por el Senado Mexicano el 22 de noviembre de 2022, durante un evento conmemorativo del Día Internacional de la Música. Este reconocimiento subraya el impacto cultural y el rol innovador del mariachi dentro de la música tradicional mexicana.

## Discografía
- Momentos (2023)
- Seré (2023)
- Ghostbusters (Mariachi Version) (2023)
- Crecí en el corazón del pedregal (2024)